# Куклы (фильм, 1986)
«Куклы» (англ. Dolls, другое название в видеопрокате «Ловушка для туристов») — американский кинофильм в жанре ужасы 1987 года, режиссёра Стюарта Гордона.
Сценаристом выступил Эд Нэха.
Главные роли исполнили: Стивен Ли, Гай Рольф, Хилари Мейсон, Йен Патрик Уильямс и Банти Бэйли.
Фильм потерпел неудачу в прокате, собрав 3,5 миллиона долларов по всему миру, при бюджете в 2 миллиона долларов.

## Сюжет
Застигнутые ненастьем путешественники попадают в усадьбу в лесу, где проживает странная пожилая пара. Созданные этими супругами куклы обладают способностью оживать и даже убивать тех, кто им не нравится.

## В ролях
- Йен Патрик Уильямс — Дэвид Бауэр
- Кэролин Перди-Гордон — Розмари Бауэр
- Кэрри Лоррейн — Джуди Бауэр
- Гай Рольф — Габриэль Хартвик
- Хилари Мейсон — Хилари Хартвик
- Банти Бейли — Изабель
- Кэсси Стюарт — Энид
- Стивен Ли — Ральф Моррис
- Энтони Перкинс

## Возможные продолжение
По мотивам этого фильма в 1989 году Дэвидом Шмеллером был создан фильм «Повелитель кукол».

## Приём
На сайте Rotten Tomatoes фильм имеет рейтинг 62 %, что основано на 13 рецензиях критиков, со средним баллом 5,7 из 10.
Роджер Эберт написал о картине: «В какой-то момент „Куклы“ остаются лишь идеей, концепцией. Они не являются двигателем.», хотя он также признал, что фильм «хорошо выглядит» и «дом с привидениями великолепен».
Рецензия от AllMovie на фильм была благоприятной, в ней писали: «с любовью созданная современная сказка».